# 西大寺検車区

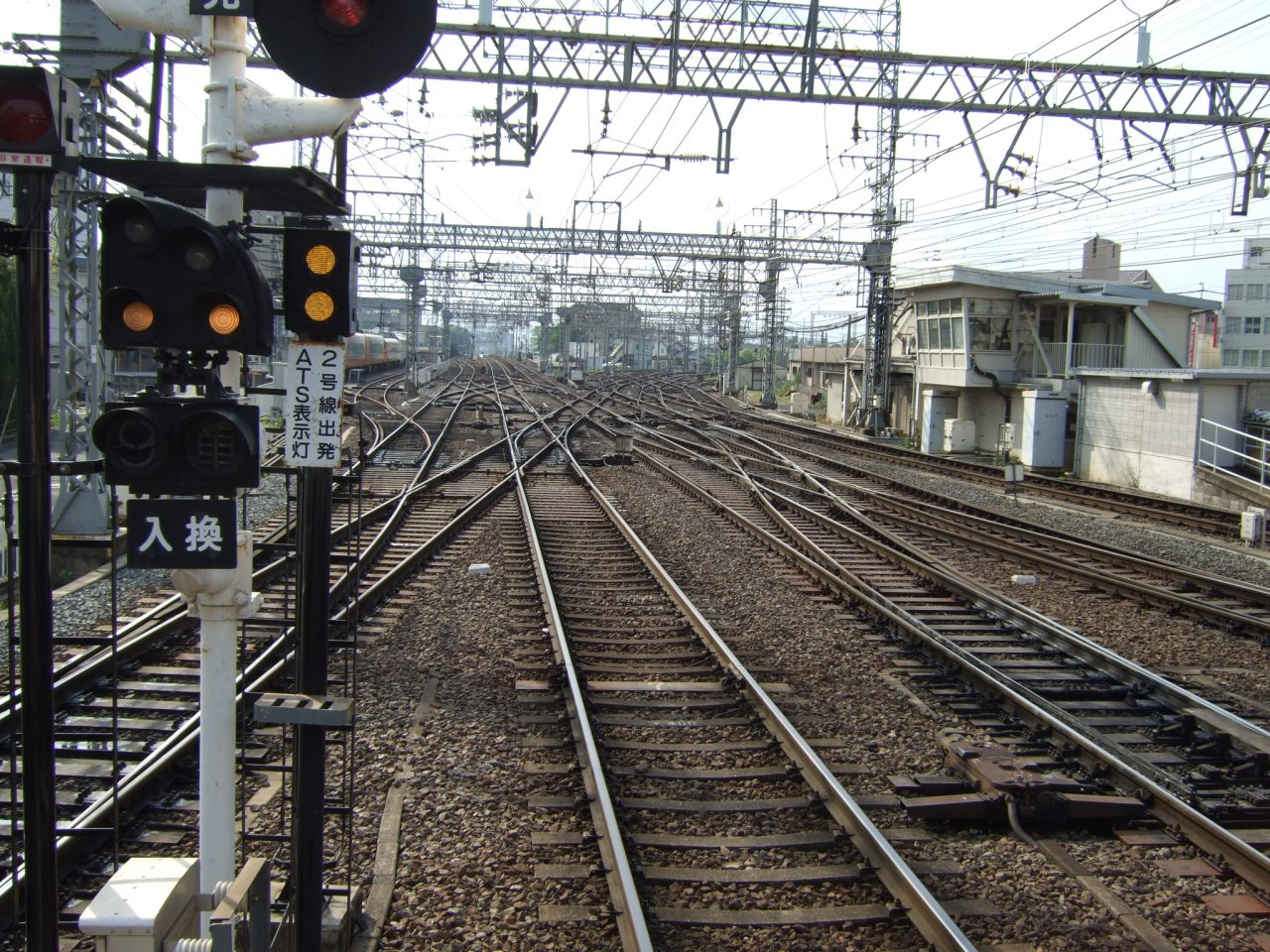
大和西大寺駅の近鉄奈良方、橿原神宮前方より（奥右側が当区）

西大寺検車区（さいだいじけんしゃく） は、奈良県奈良市尼辻北町にある、近畿日本鉄道の車両基地。電略記号は「サイ」。大和西大寺駅に隣接して設置されている。

## 概要
大和西大寺駅から南東方向に秋篠川と橿原線に挟まる形で設置されている。
併設する西大寺車庫の収容車両数は近鉄の車庫では最多の277両で、配下には新田辺駅隣接の新田辺車庫（収容能力56両、京都府京田辺市）、近鉄宮津駅隣接の宮津車庫（収容能力74両、同）がある。
隣接地には鉄道職員を養成する運輸部教習所（管轄：大阪輸送統括部）や近鉄スポーツセンター（体育館・野球場）、JRを除く国内鉄道事業者では唯一の直営技術研究部署である技術開発センターがある。

## 配置車両
当車庫では特急用車両と、奈良線、京都線に所属する一般車両が配置される。奈良線所属車両については、6両固定編成は全車両が当車庫に配置されているが、2・4両編成の一部は東花園検車区に配置されている。また、阪神電気鉄道の車両（1000系、9000系）も運用の関係で当車庫に一時的に入庫となる場合がある。
2019年4月1日現在の配置車両は以下の通り。
特急車両
- 22000系ACEの一部（22110F・22112F・22114F・22116F・22118F・22122F・22124F・22126F・22128F）
- 22600系Aceの2両編成車の一部（22653F - 22655F）
- 23000系伊勢志摩ライナー（IL01 - IL03）
- 30000系ビスタEX（30201-30212）

一般車両
- 1020系（1021系・1031系はワンマン運転対応車、1026系6両編成車は阪神直通対応車）
- 1230系の一部（1238F・1239F・1241F・1244F - 1246F・1249F - 1252F・1258F・1262F - 1264F・1270F）
- 3200系（京都市営地下鉄直通対応車）
- 3220系（京都市営地下鉄直通対応車、シリーズ21）
- 5800系（阪神直通対応車、奈良線用は5801F - 5805F）
- 5820系（阪神直通対応車、シリーズ21、奈良線用は5821F - 5825F）
- 8400系（ワンマン対応の3両編成車）
- 8600系の6両編成車（8619F）
- 9820系（阪神直通対応車、シリーズ21）

事業用車両
- モト75形（モト77・78）

## 過去の配置系列
特急車両
- 11400系
- 12200系
- 12600系
- 18000系
- 18200系
- 18400系

一般車両
- 900系
- 920系（現在は1010系に改番の上で山田線明星検車区に配置）
- 1600系（モ1650形）
- 3000系
- 8000系
- 8800系（現在は東花園検車区に配置）
- 8810系（現在は東花園検車区および大阪線高安検車区に配置）
- 9200系（同上）

## その他
当初の計画では現在の大和西大寺駅 - 新大宮駅間の広場に建設予定だったが、建設予定地が史跡・平城宮跡だったため、現在地に変更された。過去は橿原線尼ヶ辻駅の付近まで車庫の一部が伸びていたが、付近をオーバーパスをしている大宮道路と国道308号の拡幅工事により、大宮道路の北側まで縮小されている。なお、縮小した分を補うため、宮津車庫が設置された。